# Anjatan (plaats)
Anjatan is een bestuurslaag in het regentschap Indramayu van de provincie West-Java, Indonesië. Anjatan telt 5110 inwoners (volkstelling 2010).